# Amenhotep II.
Amenhotep II (ponekad nazivan Amenofis II što znači Amon je zadovoljan) je bio sedmi faraon egipatske 18. dinastije, tijekom perioda poznatog kao Nova Država. Amenhotep je naslijedio prostrano kraljevtsvo od svog oca Thutmozisa III te ga održavao kroz nekoliko vojnih pohoda na Siriju; međutim, mnogo manje se borio od svog oca, a za vladavine je došlo do praktičnog završetka neprijateljstava između Egipta i države Mitanni, glavnog egipatskog suparnika za prevlast u Siriji. Vladavina mu je obično datirana u razdoblje između 1427. i 1400. pr Kr.